# 都乐河 (奇庚河)
都乐河，又名果苏河，位于中国广西壮族自治区中部来宾市忻城县境内，是奇庚河左岸支流，发源于忻城县欧洞乡下塘，西南流经马泗乡和县城城关镇西郊，至范团村西南约1.5千米处注入奇庚河。干流思耕以上汛期成河，枯季干涸。干流长41千米，其中季节性河段20千米，平均比降6.64‰，流域面积514平方千米。